# Поле (мультфильм)
«Поле» (эст. Põld) — рисованный мультипликационный фильм 1978 года. Режиссёр Рейн Раамат создал поэму о человеческом труде — нелегком, каждодневном, требующем настойчивости, воли, упорства. Эта тема воплощена им в образе пахаря, приобретающем характер метафоры, символа.

## Сюжет
На острове посреди болота живут человек и лошадь. Каждый день они приходят на поле, усыпанное камнями, человек грузит их на телегу и вывозит. Каждый день груз, который приходится тянуть лошади становится всё тяжелее. Однажды она обрывает постромки и убегает от человека. Он напрасно зовёт её и ждёт. Спустя некоторое время человек понимает, что он слишком много требовал от лошади. Теперь он убирает камни один. Наконец поле очищено, и он может сеять хлеб. Проплутав по болотам всё холодное лето, лошадь возвращается на остров, который теперь стал цветущим холмом. Здесь она снова будет работать вместе с человеком.

## Создатели
В этом фильме Раамат взял на себя роли и режиссёра, и художника-постановщика и автора сценария. Только так, по его мнению, можно добиться единства произведения, его наибольшей выразительности.
| режиссёр               | Рейн Раамат              |
| сценарист              | Рейн Раамат              |
| художники-постановщики | Рейн Райдме, Рейн Раамат |
| оператор               | Арви Ильвес              |
| композитор             | Анти Маргустэ            |
| звукооператоры         | Тойве Эльме              |

В фильме немного цвета: большей частью он монохромен. Кинокритик С. Асенин сравнивает структурное построение «Поля» с сонатной формой: «так как несёт в себе сопоставление тем, их разработку. Это живопись, которая „звучит“, которую „можно слушать“, которая обладает качеством движения, ритмико-временной длительностью».